# Falco rusticolus
El gerifalte o halcón gerifalte (Falco rusticolus) es una especie de ave falconiforme de la familia Falconidae, el más septentrional de los halcones.

## Distribución y hábitat
Su hábitat se distribuye desde la taiga a la tundra y regiones polares de la región holártica (Europa, América y Asia), presentando diferentes variedades según la zona. En general es una especie sedentaria de las regiones en las que vive pero algunos ejemplares hacen pequeñas migraciones en invierno, después de la temporada de reproducción. Es ave de la tundra y de las montañas, donde puede encontrar acantilados y árboles.

## Descripción

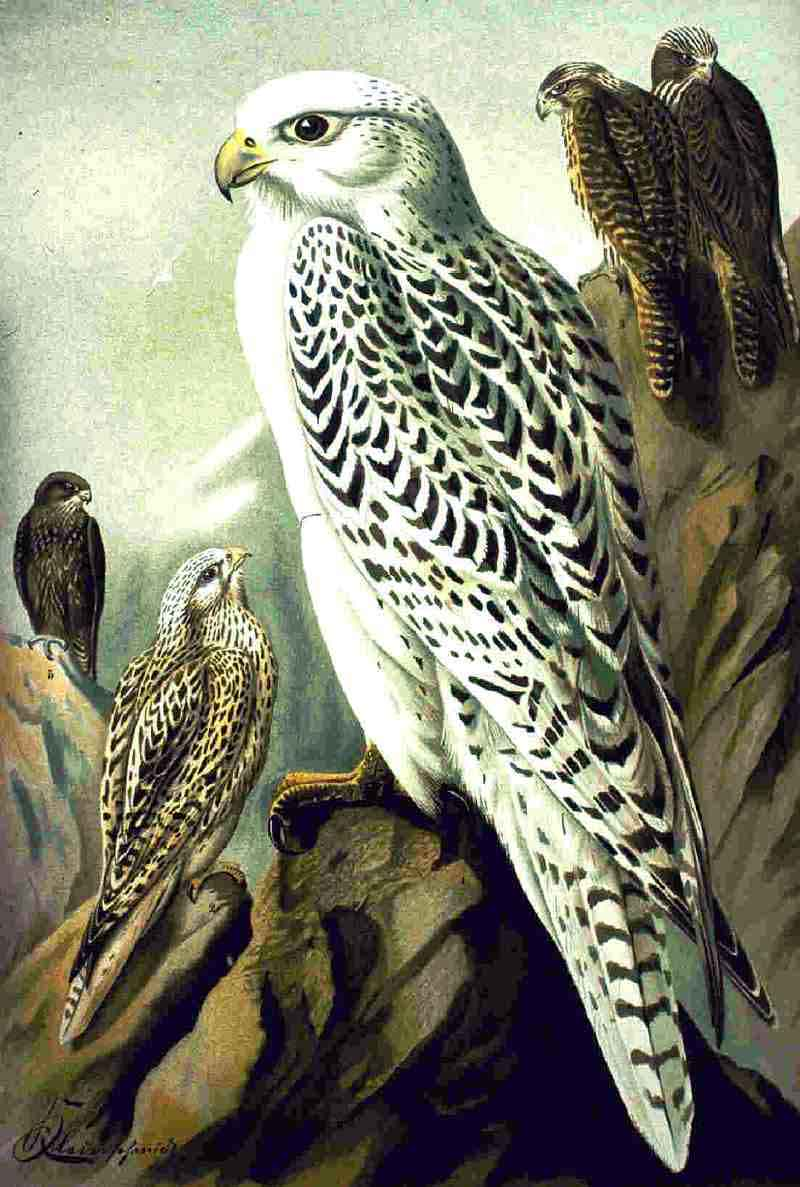
Pintura de un gerifalte groenlandés.

Esta ave es la más grande de todas las especies de halcón, es similar en tamaño con los miembros más grandes del género Buteo. El macho mide hasta 60 cm de longitud, pesa hasta 1350 g y su envergadura mide hasta 130 cm. La hembra, como es normal en las aves rapaces, es más grande que el macho, con una longitud de hasta 65 cm, un peso de hasta 2100 g y una envergadura de hasta 160 cm.
En líneas generales el gerifalte resulta similar a un halcón peregrino de gran tamaño, pero tiene una serie de características que lo diferencian notoriamente del peregrino: en primer lugar el colorido y las manchas bigoteras (característica de todos los falcónidos) resultan más difusos que en sus parientes más meridionales. Las alas de un gerifalte son más cortas, en proporción, que las de un peregrino, y la cola es más larga. La variedad marrón del gerifalte se distingue del halcón peregrino por las rayas de color crema en la nuca y en la coronilla y por la ausencia de una raya malar. La variedad blanca del gerifalte no se puede confundir con otra especie de halcón, pues es la única especie de halcón blanco. En los tratados medievales de cetrería, esta variedad blanca era conocida como "Fino de Noruega".
Comparte las características del resto de la familia: alas largas y triangulares, tarsos desnudos cubiertos de escamas, vientre claro y barreado de manchas oscuras en su etapa adulta, iris oscuro, cera amarilla, bigoteras y un pico ganchudo con "diente" que le permite rematar a sus presas. En cambio, al igual que con otras muchas especies de climas fríos, estos halcones son notoriamente más grandes y fuertes que sus parientes sureños.
Otra característica notable es que estas aves están adaptadas tanto para la caza en el aire como en el suelo, al contrario que el peregrino que sólo caza presas en vuelo. Por ello sus garras resultan más romas y potentes que las de su pariente sureño, ya que la caza en suelo requiere ese tipo de especialización. Al igual que todos los miembros de la familia, remata a sus presas mediante un puntazo de su pico ganchudo en el cogote.

## Subespecies
No se conocen subespecies, aunque el plumaje parece ser muy variable en esta especie; su color puede ser cualquier tono desde blanco hasta casi negro; las poblaciones de Groenlandia suelen tener plumaje blanco con pintas oscuras sobre las alas, mientras que los de Eurasia suelen ser grises.

## Dieta
El gerifalte se alimenta de mamíferos y otras aves. Es depredador hábil y vuela hasta que vea una presa para atacar. Mata la mayoría de sus presas en tierra, incluso si las captura primero en vuelo. Sus presas aviarias suelen ser lagópodos, gaviotas, zancudas y pájaros. Sus presas mamíferas también varían mucho de tamaño, desde las musarañas hasta las marmotas (las cuales pueden pesar hasta tres veces más que el halcón). El gerifalte se alimenta asimismo de carroña, pero muy ocasionalmente.

## Reproducción, ciclo vital y longevidad

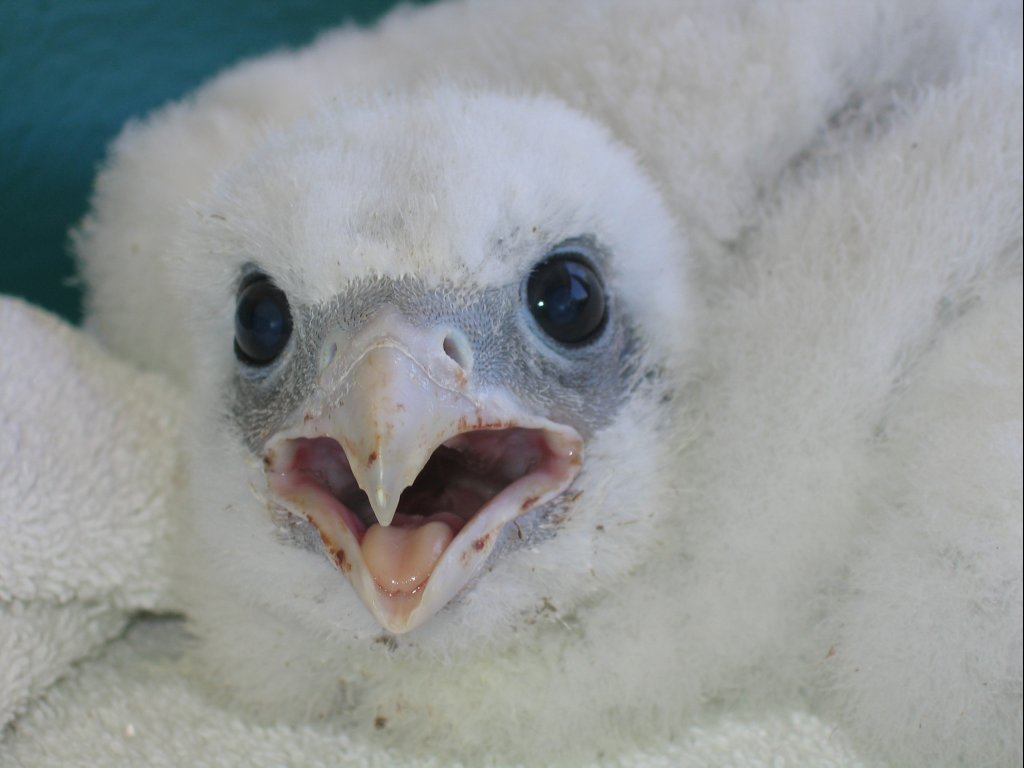
Polluelo de gerifalte.

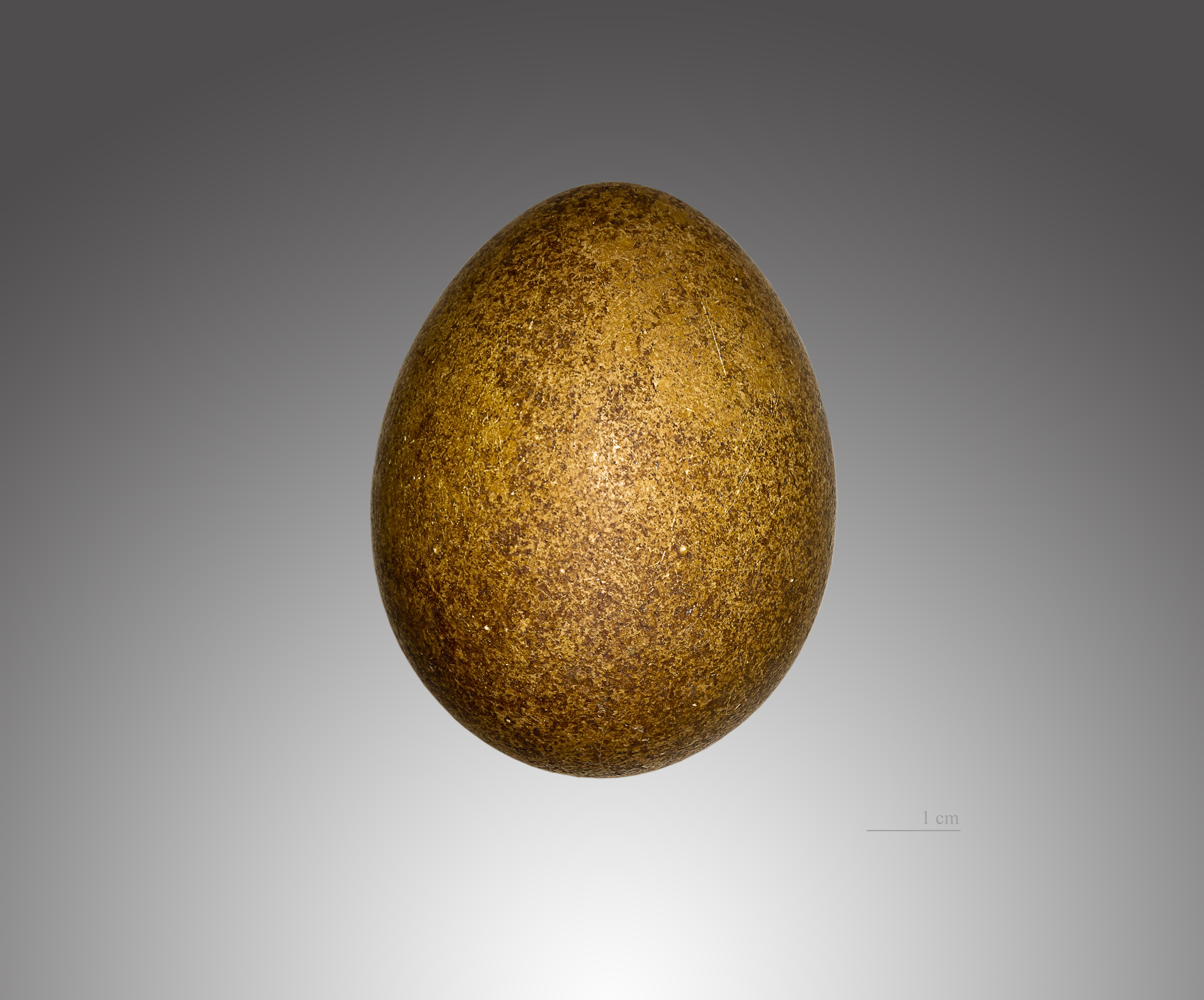
Huevo de Falco rusticolus

Al igual que el peregrino, el gerifalte no construye nido, sino que pone los huevos sobre el lecho desnudo del acantilado donde cría, o bien aprovecha los nidos abandonados de aves de cierto tamaño, especialmente los de águilas reales o cuervos comunes. Se observa a parejas reproductoras construyendo su propio nido en contadas ocasiones. La nidada puede ser de hasta siete pollos, pero normalmente suele haber sólo tres o cuatro, y sobrevive el más fuerte de ellos. Tanto el macho como la hembra colaboran para sacar adelante a la progenie. El tamaño medio de un huevo es de 58,46 x 45 mm, y el peso medio es 62 g. El período de incubación suele durar 35 días, hasta que salgan del cascarón los polluelos, cada uno de ellos con un peso medio de 52 g. Después de un período de cría, que dura de diez a quince días, los polluelos echan a volar, pero no abandonan el nido definitivamente hasta pasadas unas semanas, cuando son ya enteramente independientes de los padres.
Los únicos depredadores naturales del gerifalte son el águila real, cuyos ataques son muy poco frecuentes, y el cuervo común, que sólo constituye un peligro para sus polluelos o para sus huevos. En realidad el mayor peligro para esta especie son los humanos, ya sea por accidente o intencionalmente. Los gerifaltes que sobreviven y llegan a la madurez normalmente alcanzan de nueve a doce años de edad.

## Uso en la cetrería
En la Edad Media el gerifalte era considerado «el ave del rey». Por su rareza y por las dificultades en conseguirlo, este halcón solamente era asequible a reyes e hidalgos adinerados. Incluso hoy en día los gerifaltes son aves tan costosas que los dueños y avicultores los esconden para evitar robos.

## Cultura y folclore
- En el primer verso de su poema Les conquérants (del poemario Les Trophées) el poeta francés de origen cubano José María de Heredia (1842-1905) compara a los conquistadores españoles y sus viajes hacia América con un primer vuelo de jóvenes gerifaltes que abandonan su nido natal.

- El gerifalte es el ave emblemática de Islandia.

- En la serie de televisión "Juego de Tronos" (basada en los libros de George R.R. Martin), temporada 6, capítulo 4, Lord Petyr Belish obsequia un gerifalte a su sobrino, Lord Robert Arryn.